# À la dérive (téléfilm, 2017)
Pour les articles homonymes, voir À la dérive.
Pour plus de détails, voir Fiche technique et Distribution.
À la dérive est un téléfilm dramatique français réalisé par Philippe Venault sur un scénario d'Olivier Szulzynger et diffusé, pour la première fois, le 30 mars 2017 sur France 3.

## Synopsis[1]
Jérôme Cachard, la trentaine, a tué son ami d'enfance, Driss Basri, d'origine algérienne. Mais comment a-t-il pu en arriver là ? Les racines de l'histoire remontent à 2012. Cette année-là, ils luttent ensemble contre la fermeture de leur usine, à Villefranche. Le maire, de gauche, promet de les aider et d'intervenir auprès de l'Élysée. Les ouvriers soutiennent le maire pour sa réélection. Malheureusement, le maire ne peut tenir sa parole et l'usine ferme. Jérôme, marié à Audrey et père de famille, perd pied et est approché par le leader de l'extrême-droite local, Brice Leroy, qui lui tend la main... 

## Fiche technique[2]
- Dialogues :  Olivier Szulzynger et Isabelle Duvernet
- Premier assistant réalisateur : Stéphanie Pulcrano
- Production : Fabienne Servan-Schreiber et Delphine Claudel
- Société de production : Cinétévé, avec la participation de France 3
- Directeurs de production : Catherine Puertas et Jacques Courtois
- Costumes : Sylvie Laskar
- Décors : Laurence Brenguier
- Chef opérateur : Bruno Privat
- Chef monteur : Mickaël Lavignac
- Pays d'origine : France
- Langue originale : français
- Genre : policier
- Durée : 101 minutes[3].
- Dates de diffusion : 
  -  France : 30 mars 2017 sur France 3[3]

## Distribution[4]
- Bastien Bouillon : Jérôme Cachard
- Marie Kremer : Audrey, la femme de Jérôme
- Foëd Amara : Driss Basri
- Antoine Duléry : Brice Leroy
- Frédéric Pierrot : Jean Druelle
- Aubert Fenoy : Duprez
- Bruno Lochet : Cabastany
- Isabelle Fruleux : Laetitia
- Franck Beckmann : Lopes
- Stéphane Boucher : Martin
- Even Esquerra : Enzo enfant, le fils de Jérôme et Audrey
- Yanis Richard : Enzo adolescent, le fils de Jérôme et Audrey
- Baya Belal : Hafida
- Muriel Machefer : Christine
- Léa Wiazemsky : Muriel
- Christophe Sardain : Leroux
- Anthony De Azevedo : Dumont
- Julie Hercberg : journaliste
- Laura Luna : conseillère Pôle emploi
- Marianne Ploquin : militante
- Mathieu Guiral : militant centre droit
- Bénédicte Dessombz : passante
- Sophie Gubri : ouvrière de l'usine
- Sarah Duval Cortes : chanteuse du piquet de grève
- Vincent Belloto : guitariste
- Matthieu Felder : Gréviste

## Tournage
Le tournage s'est déroulé du 23 novembre au 22 décembre 2016, à Bordeaux et dans la région

## Polémique
Décrivant la trajectoire d'un ouvrier passant de la gauche à l'extrême-droite et diffusé à quelques semaines de l'élection présidentielle française de 2017 sur France 3, le téléfilm a fait réagir le collectif Culture, liberté et création chargé la politique culturel de la candidate du Front national, Marine Le Pen. Dans un communiqué, le collectif y dénonce un téléfilm qui « contient tous les ingrédients habituels de la caricature politique la plus grossière ». Il accuse, en outre, France Télévisions de mener une « campagne contre Marine Le Pen ». et cible la Présidente de France Télévision, Delphine Ernotte de « confondre le groupe d'audiovisuel public qu'elle dirige avec un comité de soutien d'"En Marche" pour Emmanuel Macron ». Pourtant le Front national n'est jamais cité dans le téléfilm. De plus, le scénariste, Olivier Szulzynger, se défend d'avoir voulu écrire un téléfilm contre le FN. Il a voulu « comprendre pourquoi les classes populaires se [détournaient] de la gauche ». Pour préparer le téléfilm, Olivier Szulzynger est allé à la rencontre des habitants de Hénin-Beaumont, dirigée depuis 2014 par un maire FN. La ville fut également le modèle de Lucas Belvaux pour son film Chez nous, également fortement critiqué par le FN. Le téléfilm reste cependant une pure fiction.

## Audience
Le téléfilm a réuni 1,5 million de téléspectateurs français, soit 6,6 % de part d'audience, lors de sa diffusion le 30 mars 2017.    